# Evelyn Glennie
Dame Evelyn Elizabeth Ann Glennie (Aberdeen, 19 luglio 1965) è una percussionista e compositrice scozzese.

## Carriera
Ha iniziato lo studio del pianoforte a 8 anni e a 12 anni quello degli strumenti a percussione.
Rimasta sorda in tenera età a causa di un progressivo danneggiamento di un nervo acustico, Evelyn Glennie riesce comunque a sentire la musica, osservando e percependone le vibrazioni. Al momento, è una delle poche percussioniste che siano riuscite a intraprendere una carriera solistica, esibendosi in circa 100 concerti l'anno.
Come compositrice ha scritto più di 100 brani, tra concerti e altre composizioni per percussioni sole. Ha collaborato con vari musicisti, come Björk, Steve Hackett, Béla Fleck, Bobby McFerrin, Fred Frith e Mark Knopfler.
Nel 1989 ha vinto il Grammy Award for Best Chamber Music Performance, per l'album con David Corkhill, Murray Perahia & Georg Solti in Bartók: Sonata for Two Pianos & Percussion per la Kultur Video; nel 2002 ha vinto il Grammy Award for Best Classical Crossover Album, per il CD Béla Fleck, Perpetual Motion, con Fleck, James Bryan Sutton & John Williams, del 2001 per la Sony; nel 2014 ha vinto il Grammy Award for Best Classical Instrumental Solo per Corigliano: Conjurer, Vocalise - Glennie, Hila Plitmann, David Alan Miller, Albany Symphony Orchestra del 2013, per la Naxos.

## Discografia

### CD
- 1990 - "Rhythm Song", National Philharmonic Orchestra (RCA Victor)
- 1992 -  "Veni, Veni Emmanuel" di James MacMillan (Teldec).
- 1994 - "Last Night Celebrations", (Teldec).

### Spettacoli e tours
- 1996 - Prima europea di "City Adventures", opera di Geoffrey Burgon.
- 1996 - Festivals di Exeter, Windsor e Peterborough.

### Audiovisivi
- Sonata per due pianoforti e percussioni di Béla Bartók, con Georg Solti, Murray Perahia e David Corkhill. (CBS). Ha vinto il Grammy Award.
- Evelyn in Rio, partecipazione al Carnevale. (Decca Records).
- Partecipazione al programma "Björk Unplugged" e successiva registrazione di nuovi brani, come "My Spine". (Canale televisivo MTV).